# Craig Bartlett
Craig Michael Bartlett (Seattle, 18 de outubro de 1956) é um animador estadunidense, conhecido fundamentalmente por criar as séries Hey Arnold! e Dinosaur Train.
Seu primeiro trabalho, depois de se graduar no Evergreen State College em Olympia, Washington, foi nos estúdios de Will Vinton em Portland, Oregon, onde aprendeu a técnica de animação, trabalhando em filmes como As Aventuras de Mark Twain.
Bartlett mudou-se para Los Angeles em 1987 para animar "Penny" junto com Nick Park para o programa infantil de televisão Pee-wee's Playhouse da CBS.
Na Nickelodeon, além do trabalho em Hey Arnold! (1996-2004), também interveio nas primeiras temporadas de Rugrats.